# Alpenus jacksoni
Alpenus jacksoni är en fjärilsart som beskrevs av Rothschild 1910. Alpenus jacksoni ingår i släktet Alpenus och familjen björnspinnare. Inga underarter finns listade i Catalogue of Life.